# Vuurtoren van Battery Point
Battery Point Lighthouse is een vuurtoren in Californië. De vuurtoren werd in 1856 gebouwd als havenlicht voor Crescent City. In 1965 werd de vuurtoren overbodig en het licht gedoofd. In 1982 werd het licht opnieuw ontstoken op particulier initiatief. Het gebouw is nu een museum en open voor publiek in de zomermaanden.

## Geschiedenis
In 1855 stond het schip America in brand in de haven van Crescent City. Het schip ging verloren, maar drie kanonnen konden gered worden. Deze werden op een klein schiereiland, alleen bij laag water te voet bereikbaar, voor de haven geplaatst. De kanonnen werden alleen op feestdagen afgevuurd, ze zijn inmiddels verdwenen maar de naam is gebleven.
Battery Point Lighthouse was de achtste vuurtoren in Californië. In mei 1855 reserveerde het Amerikaanse Congres $ 15.000 voor de bouw van een vuurtoren op Battery Point. In 1852 was al opdracht gegeven voor de bouw van acht vuurtorens in Californië, maar een vuurtoren op Battery Point werd daarbij niet genoemd. Desondanks kwam de vuurtoren eerder in gebruik dan de Humboldt Harbor Light. Dit was de achtste en laatste vuurtoren die volgens de opdracht van 1852 werd gebouwd.

## Bouw en beschrijving

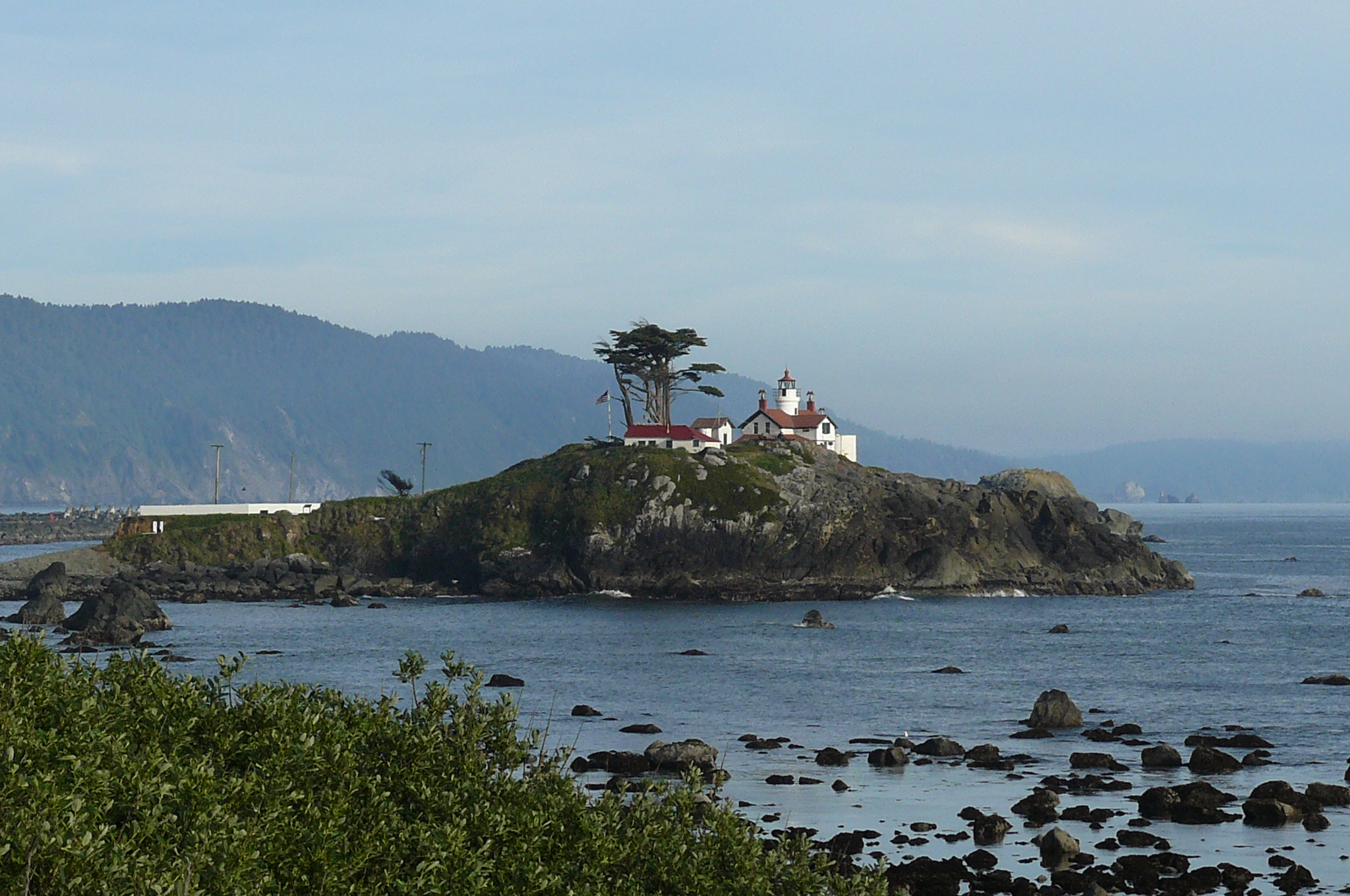
Battery Point Lighthouse

Het gebouw is van steen. Het telt een etage en een zolder. Het vuurtorenlicht is een vast onderdeel van de vuurwachterswoning en staat op het dak van de woning. Rond 1860 was deze bouwstijl voor vuurtorens aan de Amerikaanse oostkust gewoon, maar aan de westkust zijn maar weinig exemplaren aldus gebouwd.
In december 1856 werd het licht voor de eerste keer ontstoken. Voor de lamp was een vierde orde fresnellens geplaatst. In 1953 werd het licht geautomatiseerd. In 1965 werden lichten op de havenhoofden geplaatst waardoor de vuurtoren overbodig werd. De fresnellens werd verwijderd. In 1982 werd het licht wederom ontstoken, maar nu op particulier initiatief en niet onder beheer van de Amerikaanse kustwacht.

## Museum
De Del Norte Historical Society is de beheerder van de vuurtoren en het museum. De vuurtoren is open voor publiek tussen april en september, maar alleen bij laag water te bezoeken.